# سفارة بلغاريا في الولايات المتحدة
سفارة بلغاريا في الولايات المتحدة هي أرفع تمثيل دبلوماسي لدولة بلغاريا لدى الولايات المتحدة. تقع السفارة في شمال غربي واشنطن العاصمة وهي تهدف لتعزيز المصالح البلغارية في الولايات المتحدة.

## وصلات خارجية
- الموقع الرسمي
- قائمة سفارات بلغاريا
- قائمة السفارات في الولايات المتحدة